# História da Gabi Noah International Krav Maga
A Gabi Noah International Krav Maga (IKM), surge no final do ano de 2009, liderada pelo Mestre Gabi Noah, um dos alunos do fundador do Krav Maga, Senhor Imi Lichtenfeld e um dos fundadores da “International Krav Maga Federation” (IKMF).
A necessidade da constituição da IKMF surge no início dos anos 90, quando o ensino do Krav Maga (KM) se começou a expandir para além das fronteiras de Israel. Naquela altura, a Krav Maga Association inicial encontrava-se dividida e não estava a funcionar eficientemente, devido a divergências entre os instrutores mais graduados. Como consequência, Imi (o fundador do Krav Maga) pediu a Eyal Yanilov, o seu assistente mais próximo, e instrutor chefe de Krav Maga, para ajudá-lo a formar uma nova federação internacional de Krav Maga (IKMF - International Krav Maga Federation). A criação desta nova organização ficou adiada até a associação inicial se separar em 1995.
Com o consentimento e apoio de Imi, a IKMF foi fundada no início de 1996 por Eyal Yanilov, Gabi Noah, Avi Moyal, Eli Ben-Ami e muitos outros instrutores respeitados. Todos os diplomas de Master e Expert, graduações e níveis emitidos pela IKMF, a nova e líder organização, foram autorizados por Imi.
Ainda como um dos quatro Directores dessa Organização Internacional, o Mestre Gabi Noah, sentia cada vez mais a necessidade de garantir que o Krav Maga se mantivesse atual e útil nas mais variadas vertentes, Civil, Policial, Militar, Proteção VIP, etc...
O facto de o Mestre Gabi Noah leccionar Krav Maga dentro e fora de Israel, nos vários ramos acima mencionados, ramos esses em que por motivos profissionais os seus elementos acabam por colocar em prática diariamente estes ensinamentos, leva-o a uma incessante busca pelo desenvolvimento e adaptação do Krav Maga a cenários reais, com resoluções eficazes e seguras para os mais variados problemas do dia a dia destes profissionais.
Não sendo esta evolução sempre consensual entre os quatro directores da IKMF, é então que o Mestre Gabi Noah decide o seu afastamento da “International Krav Maga Federation” e cria a “Gabi Noah International Krav Maga”. Devido à sua grande amizade com os restantes Directores da IKMF, o Mestre Gabi Noah manteve o seu apoio e ajuda técnica a esta Organização até Agosto de 2010, participando em vários eventos da IKMF, mas já com a sua marca, IKM.
Em Agosto de 2010, devido ao forte crescimento da IKM e às cada vez mais vincadas diferenças técnicas entre estas duas organizações, o Mestre Gabi Noah, vê-se obrigado a cessar de vez o seu apoio à IKMF. Nesta altura, já a IKM contava com formação em cerca de três dezenas de Países, além de uma cada vez mais vincada diferença técnica relativamente ao que era praticado na IKMF.
É também em Agosto de 2010 que outro dos Directores da IKMF, o Mestre Eli Ben-Ami, que sempre apoiou o crescimento do Mestre Gabi Noah, decidiu juntar-se à IKM, levando com ele os seus quatro Países: Portugal, Espanha, Itália e África do Sul.
Foi então nessa altura, criada a IKM Portugal, toda ela formada à base da grande maioria do que era até então a IKMF-Portugal.